# Château de Pomayrols
Le château de Pomayrols est situé au centre du bourg de la commune de Pomayrols, dans le département français de l'Aveyron.
Construit sur la crête d'une colline, le château domine la vallée du Lot.

## Description
Restes d'une enceinte quadrangulaire formée de logis en équerre autour d'une cour, autrefois à flanquement cylindrique d'angles (hauts de 28 mètres et de 19 mètres de circonférence). Le château a été reconstruit vers 1446, puis gravement endommagé et en partie rasé après la Révolution.
- Au XIIIe siècle, d'après les recherches effectuées par M. Eimar de Jabrun de Marvejols (propriétaire du château au début du XIXe siècle), un important chantier de reconstruction aurait été entrepris à cette époque. La corporation des ouvriers dépendant de la dômerie d’Aubrac aurait travaillé à sa construction.
- Au XIVe siècle, d'autres travaux importants furent effectués (la construction du premier pont de Chipole (1329) fut nécessaire pour faciliter l'acheminement des matériaux).
- Le château résulte donc de remaniements et d'agrandissements successifs au cours de l'époque médiévale dont les derniers remontent à 1446.

En cette fin de Moyen Âge, le souvenir des pillages commis quelques décennies auparavant par les Grandes compagnies était toujours présent dans les esprits et justifiait  le maintien de cette construction pour la protection des biens et des personnes.
En voici une ancienne description :  "Cet édifice forme un quadrilatère oblong et flanqué sur la façade méridionale de deux grosses tours de vingt huit mètres de hauteur (non compris les créneaux). Elles ont à leur socle extérieur, dix-neuf mètres de circonférence.
Dans la tour Est (qui est marquée de six ouvertures) il y a  quatre pièces de quatre mètres de diamètre avec voûte, au sous sol une citerne de six mètres de profondeur éclairée par une baie très étroite, à côté de laquelle se trouve une porte conduisant par un couloir obscur à un souterrain servant de cave à vinaigre vers la partie nord du château. 
Dans la tour Ouest éclairée par dix petites fenêtres (ou carrée ou en accolade), il y a six pièces également voûtées. Au sous-sol débute un souterrain qui n'a plus que quatre mètres soixante de longueur à cause des déblais qu'on y a jetés.
L'épaisseur des murs est de 1 mètre. La façade du Midi est percée de 15 fenêtres, la façade Est de 14, la façade Ouest de 11, la façade Nord est flanquée de deux simulacres de tour en massif.  Les murs ainsi que les tours sont crénelées. À noter sur l'entrée Ouest, les encoignures du portail enlevé. La chapelle était au-dessus; un petit œil-de-bœuf donnait sur le tombeau de l'autel en marbre.

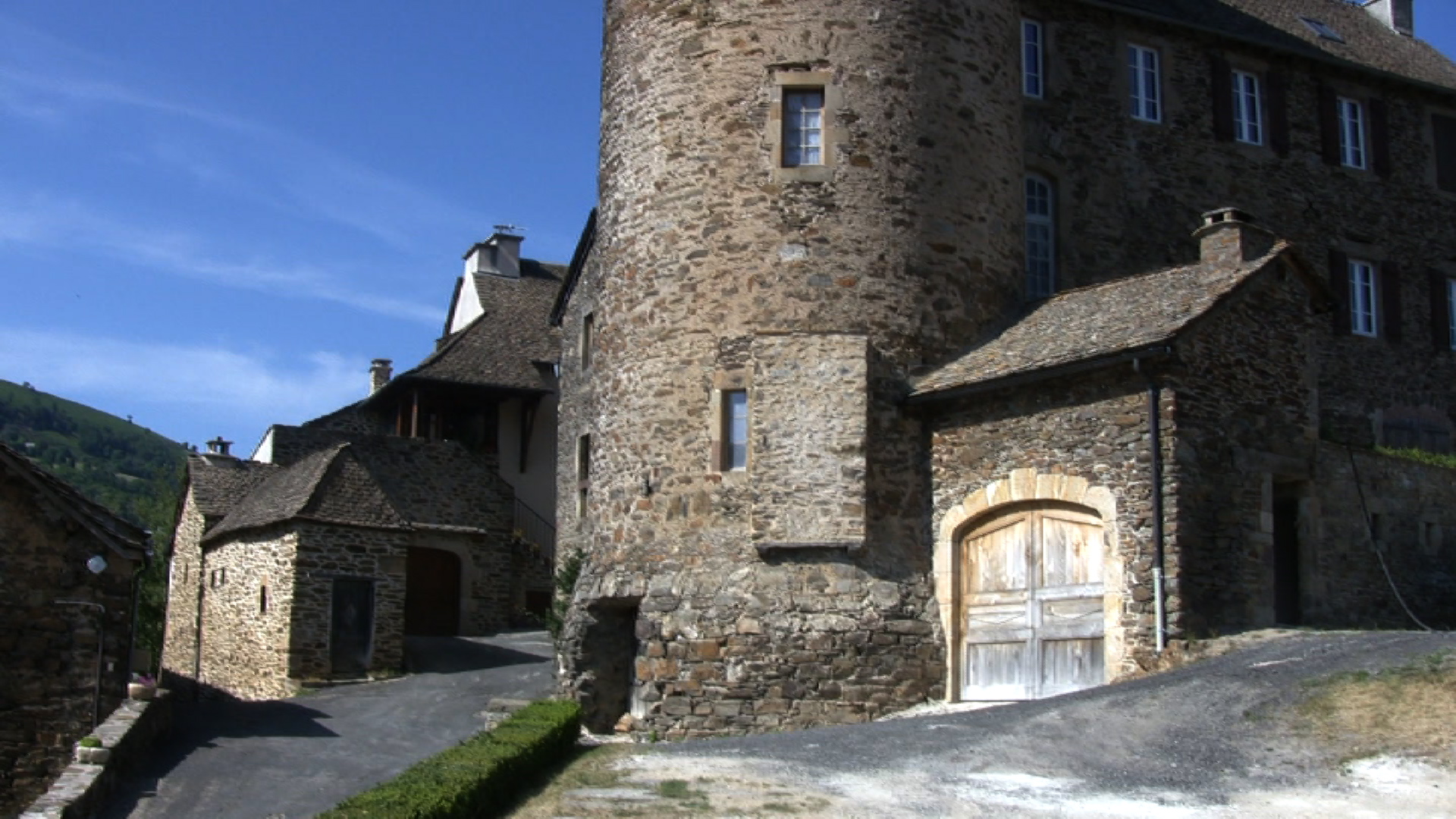
Le château porte sud

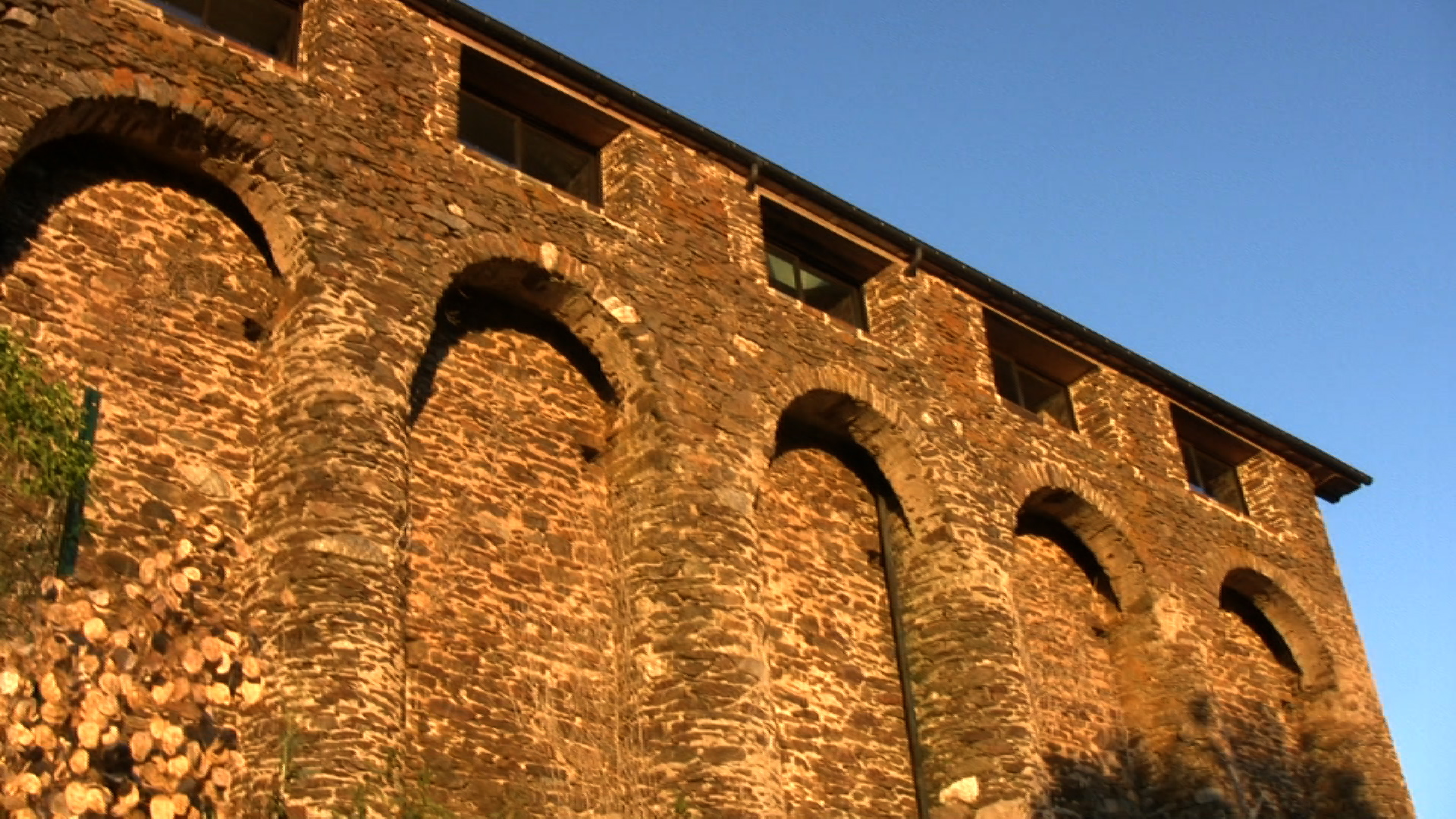
Arcades façade ouest

Des fossés faisaient le tour du château. Vis-à-vis du portail se trouvent les écuries superposées dont la façade Ouest a cinq arcades à plein cintre et à meurtrières, reposant sur de grosses colonnes demi cylindriques. Le château est construit en schiste noyé dans le mortier délayé avec le gros sable du Lot. Ce mortier est très dur, car il est plus facile de couper que d'arracher la pierre. Les encoignures des portes et des fenêtres sont en grès bigarré, pris aux carrières de la Capelle Bonance. En 1329, pour en faciliter le transport, le seigneur de Pomayrols avait fait construire un pont sur le Lot qui fut emporté par une crue en 1705.
L'édifice de 1446 conservera son aspect d'origine jusqu'en 1568. Après le passage des huguenots, les parties saccagées ne furent pas toutes reconstruites.
Au cours du XVIIe siècle, les Murat de Lestang, qui avaient des fonctions à la cour de Versailles, ne séjourneront déjà plus au château.

## Historique
Son existence est mentionnée pour la première fois en 1261 dans le contrat de mariage de Guillemette de Cayrodes, sœur de Pons, seigneur du lieu.

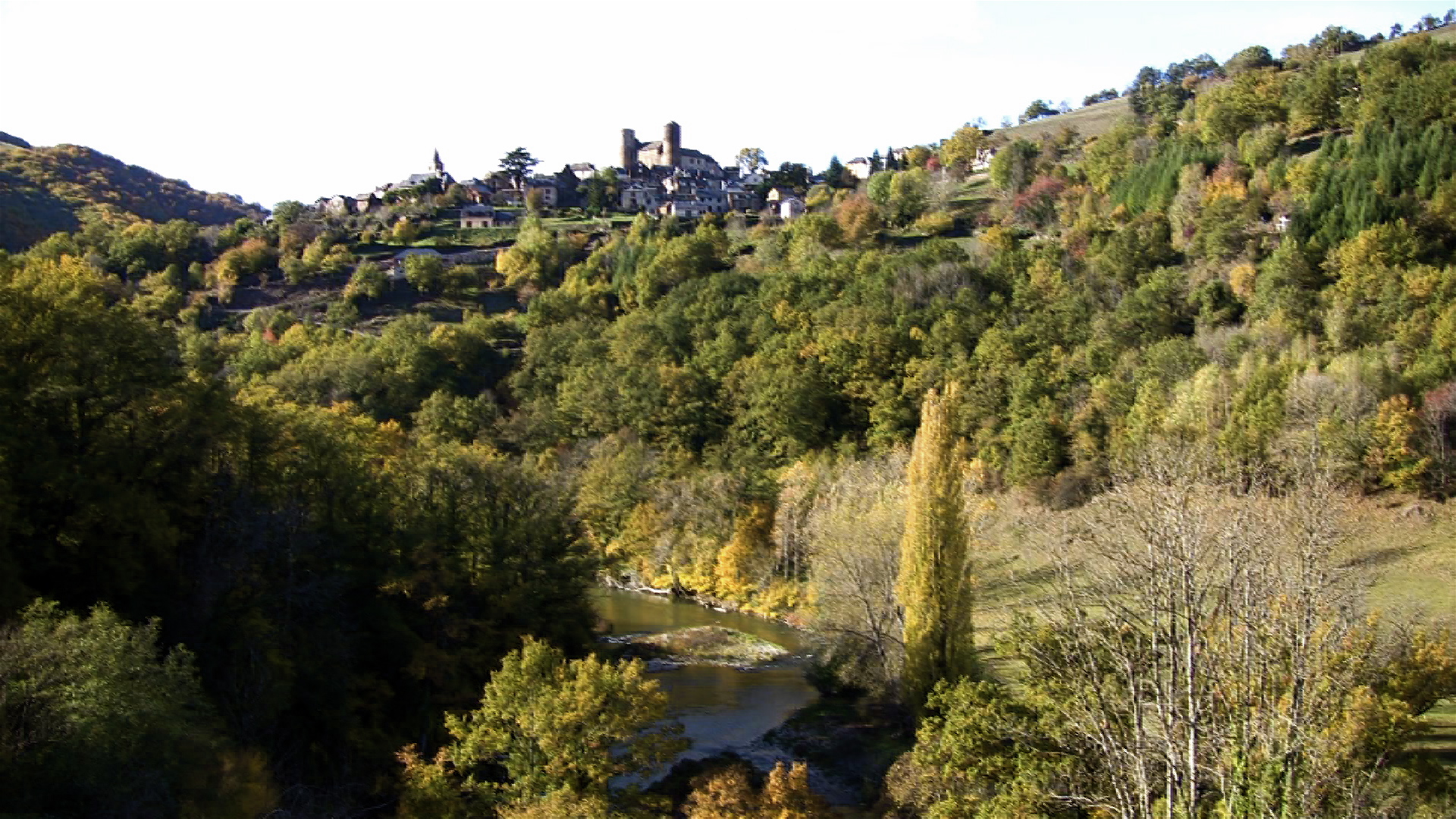
Le château sur la crête.

Avant la Révolution française, le château et son domaine furent successivement possédés par plusieurs familles d'ancienne chevalerie dont la fortune fut soutenue par toute une politique de mariages, de donations et d'héritages[réf. souhaitée]. On peut citer successivement les Cayrodes de 1261 à 1408, puis les La Romiguière, les Montamat et les Murat de Lestang au XVe siècle.

### Famille Cayrodes  1261 - 1408
En 1261, la seigneurie appartenait à la famille de Cayrodes, Pons de Cayrodes (fils d'Étienne de Cayrodes) fut le premier de cette lignée.
(Le pacte de mariage de Guillemette la sœur de Pons de Cayrodes datant de 1261 est le plus ancien document qui mentionne l'existence du château de Pomayrols.)
En 1360, par le traité de Brétigny, une grande partie du Sud-Ouest de la France incluant le Rouergue fut annexée à la Guyenne qui était déjà une possession anglaise depuis 1259.
Pomayrols était désormais situé à la frontière avec le Gévaudan voisin resté à la couronne de France.
Les troupes du Prince Noir mirent en place une surveillance régulière de cette nouvelle ligne.
Entre 1361 et 1369, une garnison anglaise occupa la châtellenie de La  Roque Valzergues  proche de Saint-Saturnin-de-Lenne.
(Témoin de cette époque troublée, le roc des Anglais, Lo ròc dels Anglés en langue occitane. Ce grand rocher dressé sur le versant Sud du vallon de la Cazette tient son nom du temps où ces soldats qui se déplaçaient en milieu hostile, l'utilisaient comme lieu de bivouac abrité et sécurisé).
En 1383, Auguste de Cayrodes épousa Cébilie de Reilhac, fille de Bertrand de Reilhac de la paroisse de Muret.
En 1408, Hugues de Cayrodes sans héritier direct, testa le domaine en faveur de son cousin Marquès de  Laromiguière (dont le château se situait  proche du village du Truel).

### Famille La Romiguière 1408 - 1452

Armoiries de la famille La Romiguière

En 1404, Marquès de la Romiguière avait épousé Guise de Melhac. Ils eurent deux filles Loïse et Isabelle.
Isabelle  la cadette, épousa en 1437 Jean de Balaguier, seigneur de Montsalès. Parmi les seigneurs appelés au contrat figuraient les chevaliers Jean de Massip, seigneur de Bournazel; Pierre de Morlhon, seigneur de Sanvensa; Hérail, seigneur de Buzareingues près de Buzeins.
En 1425, Loïse (Louise) de la Romiguière l'aînée, épousa Aymeric de Montamat de la maison de Benavent qui prit le nom et les armoiries de La Romiguière.
En 1452, Gabrielle leur fille unique, épousa le 27 juillet  Bérard Murat de Lestang qui s'engagea pour lui et sa postérité, à garder les armoiries de La Romiguière (La Romiguèira).

### Famille Murat de Lestang  1452 - 1687
La famille Murat de Lestang  (dont le château d'origine se situait sur le plateau qui s'étend entre Cassagnes et Goutrens).
.
La lignée pomayrolaise :

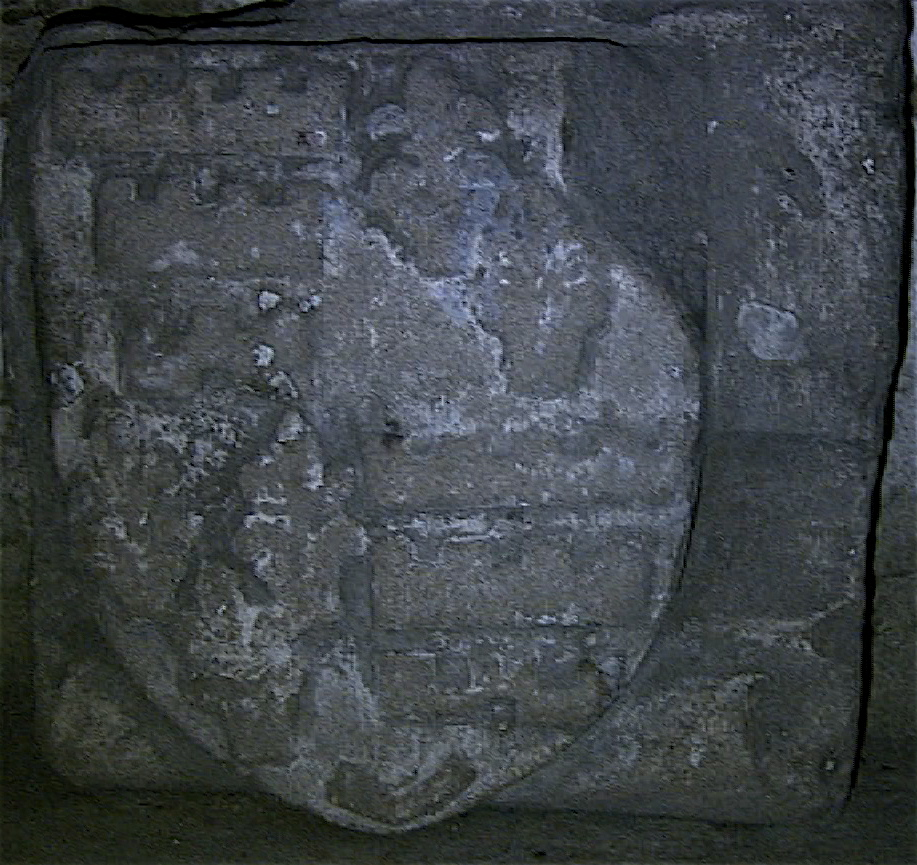
Famille Murat de Lestang de Pomayrols

Gabrielle de La Romiguière : héritière de Pomayrols, du Cambon, de La Roque-Sainte-Marguerite, de Bozouls en Rouergue ainsi que de Montamat près de Raulhac en Auvergne.
Bérard Murat de Lestang : écuyer, maître d'hôtel et chambellan du roi Louis XI. Il fut nommé par le roi au commandement de la forteresse militaire d'Usson en Auvergne.
Gabrielle et Bérard (Bernard) eurent cinq enfants, Catherine, Adrienne, Antoine, Pierre et Gabriel.
Catherine: épousa Jacques de Montamat seigneur de Polminhac.
[
Adrienne: épousa le  6 janvier 1484, à Pomayrols, Jean V de Prévinquières.
Gabriel Murat de Lestang : chevalier hospitalier de Saint-Jean de Jérusalem, que l'histoire désigne sous le nom de commandeur de Pomayrols. En 1518 il administra en tant que commandeur la commanderie de Durbans. En 1521 il fut nommé grand prieur de la commanderie de Saint Jean de Toulouse. Il trouva une mort glorieuse en 1522  à Rhodes où  il s'illustra avec ses compagnons d'armes par sa bravoure lors de la défense de la forteresse assiégée par Soliman le Magnifique.
Antoine Murat de Lestang : écuyer du roi Charles VIII  . Épousa en 1504, Marquise, la fille de Guillaume, baron d'Estaing, sans enfants, il légua Pomayrols à Pierre son frère.
Pierre Murat de Lestang: épousa du vivant d'Antoine, Marie, héritière du château de Labastide - Teulat, ils léguèrent Pomayrols à François leur fils.
François Murat de Lestang : épousa en 1541, Anne, la fille d'Antoine, le Seigneur d'Albin de Valzergues et de Naussac, ils léguèrent Pomayrols à Antoine leur fils.
Ce fut à cette époque, le 15 février 1568, pendant les guerres de religion, sous le règne de Charles IX, que le château et l'église du village furent pillés et saccagés.
Des  Huguenots en révolte, venus de Millau, semaient la terreur à travers le Rouergue.
Ils s'en prenaient plus particulièrement aux membres du clergé et aux biens de l'église catholique. Apprenant que dans le château de Pomayrols, avaient été entreposées les récoltes mais surtout des meubles et des objets de grandes valeurs des églises de Saint-Geniez, ils s'y rendirent pour le prendre d'assaut, malgré les murailles, les assaillants en surnombre n'eurent aucune difficulté à prendre le « fort Knox » local. Le château fut pillé et incendié. Les six prêtres qui avaient la garde des biens paroissiaux furent exécutés par l'épée.
Dans le même temps, apprenant que des moniales se trouvaient au monastère de la Fage, les pillards y montèrent aussitôt. Alertées de cette menace, les moniales s'enfuirent vers Saint-Geniez par la vallée, elles se réfugièrent dans l'ermitage de Saint-Pierre (proche de l'actuelle chapelle des buis).
Elles y resteront jusqu'au 17 mai 1586, ce jour-là, Saint-Geniez-d'Olt fut à nouveau attaqué par les troupes de la réforme, les églises furent pillées et incendiées, l'ermitage de Saint-Pierre situé proche du bourg subit le même sort, les malheureuses jeunes femmes que l'histoire retiendra sous le nom de dames de Pomayrols, furent toutes massacrées.
Antoine Murat de Lestang 2e du nom: épousa le 18 juin 1581, Jeanne, la fille unique d'Antoine de Bérail le Seigneur de Paulhac, de Caylus, de Belpech et autres lieux. Antoine meurt "de mort violente" le 26 septembre 1613. (Il sera le dernier Seigneur à avoir résidé en permanence au château). Il légua Pomayrols à Claude son fils.
Claude Murat de Lestang: gentilhomme à la chambre du roi Louis XIII. Il épousa le 14 novembre 1613, Gabrielle, la fille de Jean, sénéchal et gouverneur de Toulouse, seigneur de la Valette et autres lieux. Ils donnèrent naissance à trois enfants : Jean, Marie et François. Ils léguèrent Pomayrols à Jean.
Jean Murat de Lestang: épousa le 20 mars 1664, Anne-Marthe, la Fille de Louis, Seigneur de Brunet, Vicomte d'Ambialet, de Panat et autres lieux. Ils eurent trois enfants: François, Anne et Marie. Ils léguèrent Pomayrols à François leur fils aîné.
François Murat de Lestang: sans enfants, il légua Pomayrols à Anne sa sœur.
Le 5 octobre 1687, Anne Murat de Lestang épousa Jean Baptiste de Roux De La Loubière, ainsi s'acheva la lignée des Murat de Lestang à Pomayrols.

### Famille Dupont de Ligonnès1754 - 1808

Blason de la famille du Pont de Ligonnès.

En 1754, Jean Baptiste de Roux de la Loubière(2e du nom), écuyer du roi, testa le domaine de Pomayrols en faveur de son neveu Jean Baptiste Dupont de Ligonnès qui avait épousé le 6 mars 1745 Catherine de Serre.
De ce mariage naquirent :
- Jean Baptiste, officier de cavalerie au régiment du roi décédé sans postérité le 20 juillet 1791.
- Charles Gabriel, également officier de cavalerie au régiment du roi.

En 1808, Charles Gabriel Dupont de Ligonnès vendit le château (qui faute d'entretien se trouvait en état de délabrement avancé) à M. Eimar de Jabrun pour 19 500 livres.

### Famille Eimar de Jabrun
C'est un édifice sans entretien, livré au mauvais temps et aux pillards qui est acheté en 1808 par M.Augustin Eimar de Jabrun (1778-1856).
Au cours du XIXe siècle, Eimar de Jabrun vendra la bâtisse à M. Xavier Fournier (artisan sur bois) qui reconstruira les parties en ruine.

### Le sauvetage et le rachat par la commune
Dans le bâtiment Sud, il y aménagera des ateliers au rez-de-chaussée et des appartements dans les étages.
En 1905 il vend à la commune la partie située à l'Est et la tour attenante. Elle y aménagera une école publique au rez-de-chaussée, les logements des instituteurs au 1er étage. Dans la tour: la mairie.
En 1986, cette partie a été entièrement rénovée et reconvertie en salles de réception et en logements de location. Une pièce d'angle abrite un musée où est exposée une remarquable collection d’outils agricoles d'autrefois.
Aujourd'hui, malgré les cicatrices de l'histoire et les remaniements successifs, l'ensemble a toujours bonne allure, bien que pas encore protégé au titre des monuments historiques le château avec ses deux hautes tours reste un témoin toujours debout de l'Histoire du Haut-Rouergue.

## Visites
Le musée des outils agricoles, situé dans la partie communale du château, est ouvert aux groupes sur rendez-vous en s'adressant à la mairie.